# Haus der Eisenindustrie

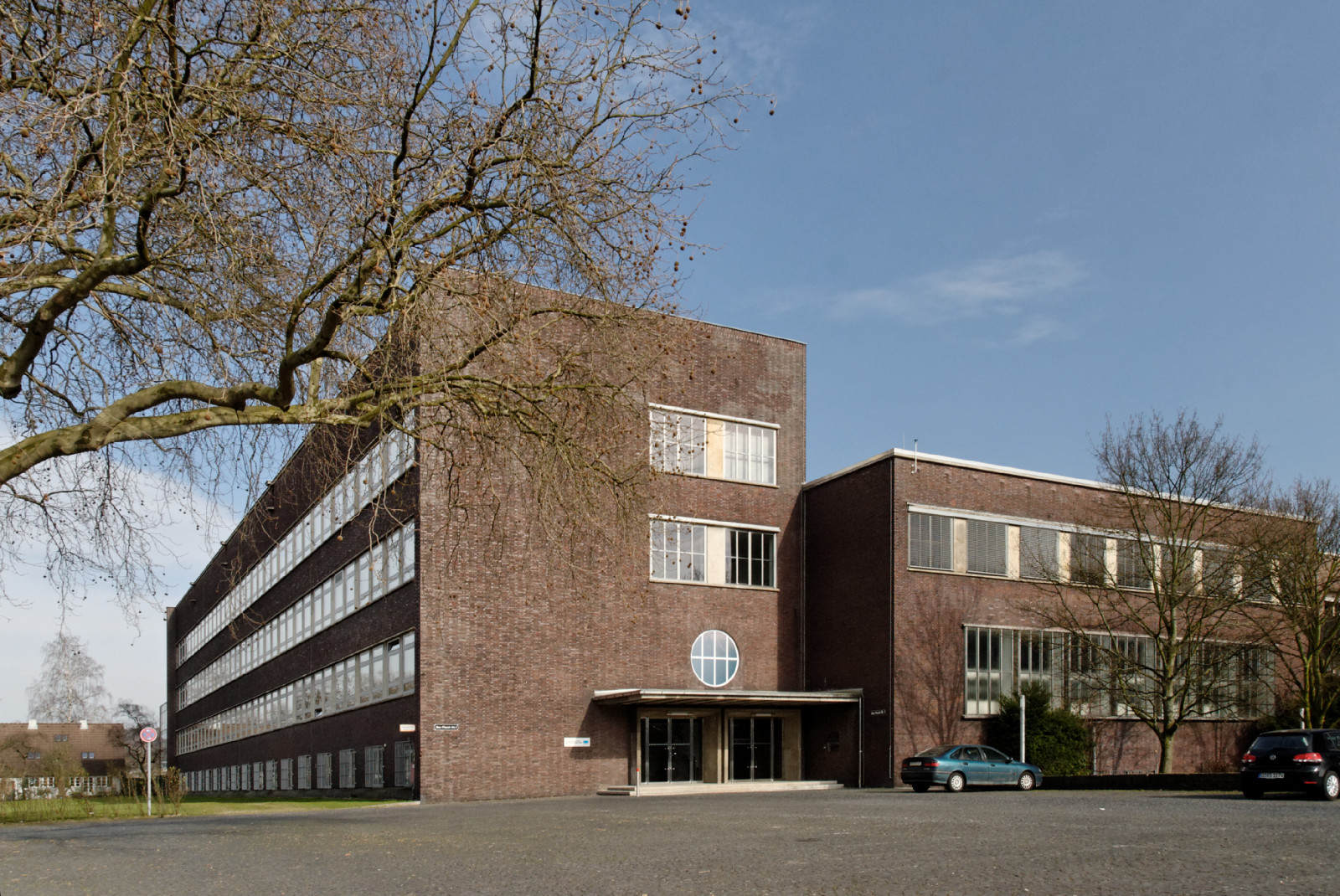
Haus der Eisenindustrie

Das Haus der Eisenindustrie befindet sich an der Max-Planck-Straße / Sohnstraße in Düsseldorf-Düsseltal und steht unter Denkmalschutz.
Das Gebäude wurde von 1934 bis 1936 nach Entwürfen von Heinrich Blecken und Paul Bonatz für das Kaiser-Wilhelm-Institut für Eisenforschung erbaut, dem heutigen Max-Planck-Institut für Nachhaltige Materialien. Es handelt sich um einen Stahlbetonbau, an dessen viergeschossigen, langgestreckten Haupttrakt ein zweigeschossiger Saalbau anschließt. Die Fenster sind zu Bändern zusammengefasst, im Wechsel mit dunkelroten Klinkern ergibt sich eine horizontale Schichtung der Fassade.
Nach schweren Bombenschäden des Gebäudes 1943 und 1944 und Wiederaufbau ab 1946 wurden 1957–1958 ein Hallenbau und 1962–1963 ein Labortrakt hinzugefügt (Architekt Walter Köngeter). 1999 wurde mit einer Generalsanierung des alten Hauptgebäudes begonnen, der sich dann die Sanierung der übrigen Bauten anschloss. Bei der Sanierung wurde die vorhandene innere Organisation im Grundsatz übernommen ebenso wie die Gestaltung entsprechend dem Bauhausstil.
Das Haus der Eisenindustrie gilt als „Hauptbeispiel der funktionalistischen Architektur im Dritten Reich“ auf dem Gebiet der Stadt Düsseldorf.